# Giuseppe Scienza
Giuseppe Scienza (Domodossola, 14 ottobre 1966) è un allenatore di calcio ed ex calciatore italiano, di ruolo centrocampista.

## Caratteristiche tecniche

### Giocatore
Veniva impiegato come centrocampista centrale, prevalentemente con compiti di regista o di mezzala offensiva.

### Allenatore
Imposta le sue squadre preferibilmente con una difesa a quattro, variando il modulo in base ai calciatori a disposizione. Predilige il gioco in velocità e con palla a terra.

## Carriera

### Giocatore
Esordì nel professionismo nell'Omegna, nel campionato di Serie C2 1983-1984, lanciato da Leo Siegel. Dopo una stagione al Torino, nella Primavera di Sergio Vatta (con cui vinse un Torneo di Viareggio), militò per diverse annate in formazioni meridionali della Serie C1: Campania Puteolana, Foggia e Catania.
Nel 1990 venne acquistato dalla Reggina, con cui debuttò in Serie B mettendo a segno 4 reti in 36 partite. A fine stagione i calabresi retrocessero in C1, e Scienza passò alla Reggiana, con cui giocò tre campionati conquistando una promozione in Serie A nel 1993 e la salvezza nel campionato successivo; il suo debutto in massima serie avvenne il 29 settembre 1993 contro l'Internazionale. Nel 1994 il Torino, rivoluzionato dal presidente Calleri e affidato a Rosario Rampanti, lo riacquistò affidandogli il ruolo di regista. Disputò 23 partite con 2 reti (entrambe realizzate contro il Padova); a fine stagione non venne riconfermato, a causa di un serio infortunio muscolare e di incomprensioni con l'allenatore Nedo Sonetti, e fu ceduto al Venezia, in B.

Scienza (accosciato, secondo da destra) nella Primavera del Torino vittorioso al Torneo di Viareggio 1985

Nel 1996 tornò per l'ultima volta in Serie A, acquistato dal Piacenza; In Emilia conquistò due salvezze, la prima delle quali dopo uno spareggio con il Cagliari in cui propiziò su punizione l'autorete di Berretta per il parziale 2-0. Svincolato dagli emiliani, tornò per la terza volta al Torino, questa volta in Serie B (conquistando una promozione in Serie A), e quindi passò al Cesena per una stagione e mezzo tra B e C1.
Finito ai margini della formazione romagnola, conclude la carriera dopo aver indossato le maglie di Castel di Sangro e Pro Patria, con cui conquistò una promozione in C1.

### Allenatore
Una volta lasciato il calcio giocato ha allenato le formazioni giovanili di Pro Patria, Novara e Torino; nel 2009 riceve il suo primo incarico da tecnico di prima squadra, firmando un contratto con il Legnano, militante nel girone A della Lega Pro Seconda Divisione. Sotto la sua guida la squadra lilla (seppur in difficoltà economiche crescenti, che a fine stagione ne causano il fallimento) chiude al terzo posto la stagione regolare, a soli tre punti dalla capolista; nei play-off promozione perde però la decisiva finale contro lo Spezia. 
Il 18 giugno 2010 passa al Viareggio, che guida alla salvezza nel campionato di Lega Pro Prima Divisione.
Il 29 giugno 2011 viene chiamato alla guida del Brescia, in Serie B; ricopre l'incarico fino al 12 dicembre seguente, allorché a seguito di una striscia di 13 partite consecutive senza vittorie viene esonerato dal presidente Gino Corioni e sostituito da Alessandro Calori.
Il 25 settembre 2012 viene chiamato in sostituzione di Oscar Brevi sulla panchina della Cremonese, militante in Lega Pro Prima Divisione; sotto la sua guida i grigiorossi chiudono al settimo posto la stagione regolare, mancando l'accesso ai play-off.
Nel giugno 2013 viene nominato allenatore del Feralpisalò, ove rimane fino al 7 maggio 2015 piazzandosi nono e poi sesto nel proprio girone.
Il 10 giugno 2015 diventa allenatore dell'Alessandria, per poi essere esonerato il 29 settembre seguente a causa del negativo avvio di stagione. Il 25 novembre Scienza risolve il contratto col club piemontese.
Il 29 giugno 2016 viene nominato allenatore del Chiasso in Challenge League (seconda serie svizzera), con cui firma un contratto biennale. Viene esonerato il 18 aprile 2017, con la squadra all'ultimo posto.
Il 26 dicembre seguente sostituisce Massimiliano Tangorra sulla panchina del Monopoli. Il 22 maggio 2018 prolunga per un'altra stagione con il club pugliese. Al termine del campionato la società non lo conferma ma il 2 settembre 2019 viene richiamato sulla panchina biancoverde. Dopo aver conquistato il terzo posto in classifica qualificandosi per i play-off (poi persi con la Ternana), il 28 luglio 2020 rinnova il proprio accordo con la società biancoverde fino al 30 giugno 2022. Nella stagione 2020-2021 arriva invece undicesimo nel girone C. Il 22 giugno 2021, dopo quattro stagioni sulla panchina biancoverde condite da 129 panchine totali diventando l'allenatore con più presenze nella storia del club pugliese, risolve consensualmente il contratto che lo legava ai Gabbiani.
All'indomani della rescissione con il Monopoli, firma un contratto biennale con la Pro Vercelli. Il 5 dicembre 2021, dopo quattro sconfitte consecutive, viene esonerato.
Dal 31 maggio 2022 diventa  proprietario del Suno

## Statistiche

### Statistiche da allenatore
Statistiche aggiornate al 5 dicembre 2021.
| Stagione           | Squadra            | Campionato         | Campionato | Campionato | Campionato | Campionato | Coppe nazionali | Coppe nazionali | Coppe nazionali | Coppe nazionali | Coppe nazionali | Altre coppe | Altre coppe | Altre coppe | Altre coppe | Altre coppe | Totale | Totale | Totale | Totale | % Vittorie | Piazzamento    |
| Stagione           | Squadra            | Comp               | G          | V          | N          | P          | Comp            | G               | V               | N               | P               | Comp        | G           | V           | N           | P           | G      | V      | N      | P      | %          | Piazzamento    |
| ------------------ | ------------------ | ------------------ | ---------- | ---------- | ---------- | ---------- | --------------- | --------------- | --------------- | --------------- | --------------- | ----------- | ----------- | ----------- | ----------- | ----------- | ------ | ------ | ------ | ------ | ---------- | -------------- |
| 2009-2010          | Legnano            | 2D                 | 34+4       | 16+2       | 11+1       | 7+1        | CI-LP           | 4               | 1               | 1               | 2               | -           | -           | -           | -           | -           | 42     | 19     | 13     | 10     | 45,24      | 3º             |
| 2010-2011          | Viareggio          | 1D                 | 34+2       | 6+2        | 13         | 15         | CI-LP           | 6               | 4               | 1               | 1               | -           | -           | -           | -           | -           | 42     | 12     | 14     | 16     | 28,57      | 17º            |
| ago.-dic. 2011     | Brescia            | B                  | 19         | 4          | 7          | 8          | CI              | 2               | 1               | 0               | 1               | -           | -           | -           | -           | -           | 21     | 5      | 7      | 9      | 23,81      | Esonerato      |
| set. 2012-2013     | Cremonese          | 1D                 | 28         | 10         | 12         | 6          | CI-LP           | 4               | 2               | 1               | 1               | -           | -           | -           | -           | -           | 32     | 12     | 13     | 7      | 37,50      | Subentrato, 7º |
| 2013-2014          | Feralpisalò        | 1D                 | 30+1       | 11         | 8          | 11+1       | CI+CI-LP        | 1+1             | 0+0             | 0+0             | 1+1             | -           | -           | -           | -           | -           | 33     | 11     | 8      | 14     | 33,33      | 8º             |
| 2014-2015          | Feralpisalò        | LP                 | 38         | 14         | 14         | 10         | CI+CI-LP        | 2+3             | 1+2             | 0+0             | 1+1             | -           | -           | -           | -           | -           | 43     | 17     | 14     | 12     | 39,53      | 6º             |
| Totale Feralpisalò | Totale Feralpisalò | Totale Feralpisalò | 68+1       | 25         | 22         | 21+1       |                 | 7               | 3               | 0               | 4               |             | -           | -           | -           | -           | 76     | 28     | 22     | 26     | 36,84      |                |
| ago.-set. 2015     | Alessandria        | LP                 | 4          | 1          | 1          | 2          | CI+CI-LP        | 3+0             | 3+0             | 0+0             | 0+0             | -           | -           | -           | -           | -           | 7      | 4      | 1      | 2      | 57,14      | Esonerato      |
| 2016-apr. 2017     | Chiasso            | CL                 | 28         | 6          | 8          | 14         | CS              | 3               | 2               | 0               | 1               | -           | -           | -           | -           | -           | 31     | 8      | 8      | 15     | 25,81      | Esonerato      |
| dic. 2017-2018     | Monopoli           | C                  | 17+1       | 8          | 6          | 3+1        | CI-C            | 0               | 0               | 0               | 0               | -           | -           | -           | -           | -           | 18     | 8      | 6      | 4      | 44,44      | Subentrato, 6º |
| 2018-2019          | Monopoli           | C                  | 36+1       | 13         | 14+1       | 9          | CI+CI-C         | 2+1             | 0+1             | 1+0             | 1+0             | -           | -           | -           | -           | -           | 40     | 14     | 16     | 10     | 35,00      | 8º             |
| set. 2019-2020     | Monopoli           | C                  | 28+1       | 17         | 3          | 8+1        | CI-C            | 2               | 1               | 0               | 1               | -           | -           | -           | -           | -           | 31     | 18     | 3      | 10     | 58,06      | Subentrato, 3º |
| 2020-2021          | Monopoli           | C                  | 36         | 10         | 11         | 15         | CI              | 3               | 2               | 0               | 1               | -           | -           | -           | -           | -           | 39     | 12     | 11     | 16     | 30,77      | 11º            |
| Totale Monopoli    | Totale Monopoli    | Totale Monopoli    | 120        | 48         | 35         | 37         |                 | 5+3             | 2+2             | 1+0             | 2+1             |             | -           | -           | -           | -           | 128    | 52     | 36     | 40     | 40,63      |                |
| ago.-dic. 2021     | Pro Vercelli       | C                  | 17         | 5          | 5          | 7          | CI-C            | 2               | 0               | 2               | 0               | -           | -           | -           | -           | -           | 19     | 5      | 7      | 7      | 26,32      | Esonerato      |
| Totale carriera    | Totale carriera    | Totale carriera    | 362        | 127        | 117        | 118        |                 | 40              | 20              | 6               | 14              |             | -           | -           | -           | -           | 402    | 147    | 123    | 132    | 36,57      |                |

## Palmarès

### Giocatore

#### Competizioni giovanili
- Campionato Primavera: 1

Torino: 1984-1985
- Torneo di Viareggio: 1

Torino: 1985

#### Competizioni nazionali
- Campionato italiano di Serie B: 1

Reggiana: 1992-1993